# Daine Todd
Daine Todd, född 10 januari 1987 i Red Deer, Alberta, Kanada, är en kanadensisk professionell ishockeyspelare. Todd har tidigare spelat för bland annat Portland Pirates och Luleå Hockey. Från säsongen 2017/2018 spelar Todd för Örebro HK i SHL. Todd är back, men har även spelat ishockey som centerforward.